# Cymothoe lucasii
Cymothoe lucasii là một loài bướm thuộc họ Nymphalidae. Nó phân bố ở Nigeria, Cameroon, Guinea Xích Đạo, Gabon, Cộng hòa Congo, Cộng hòa Trung Phi và Cộng hòa Dân chủ Congo. Nó sinh sống ở rừng.
Ấu trùng ăn các loài thuộc chi Rinorea.

## Phân loài
- Cymothoe lucasii lucasii (Guinea Xích Đạo, Gabon, tây Cộng hòa Dân chủ Congo)
- Cymothoe lucasii binotorum Darge, 1985 (Nigeria, Cameroon, Congo, Cộng hòa Trung Phi)
- Cymothoe lucasii cloetensi Seeldrayers, 1896 (Cộng hòa Dân chủ Congo, cụ thể ở: Uele; Ituri; Kwngo; Sankuru)
- Cymothoe lucasii minigorum Darge, 1985 (Congo: quận Brazzaville)